# 우노선
우노선(일본어: 宇野線, うのせん)은 서일본 여객철도의 철도 노선 가운데 하나이다. 일본 오카야마현 오카야마시에 위치한 오카야마역과 오카야마 현 다마노시에 위치한 우노역을 잇는다. 2016년 3월 26일부터 우노미나토 선이라는 애칭이 사용되었다.
혼슈와 시코쿠를 잇는 철도 노선인 세토 대교선의 일부이다.

## 노선 정보
- 노선 거리: 32.8 km
- 궤간: 1,067mm(협궤)
- 역 수: 15
- 복선 구간: 하야시마역 ~ 구구하라역 구간. 나머지는 전 구간 단선임.
- 전철화 구간: 전 구간 직류 1,500 볼트
- 차단 장치: 단선 자동 차단식

## 역사
- 1910년 6월 12일: 오카야마 ~ 우노 구간이 개통.
- 1960년 10월 1일: 오카야마 ~ 우노 구간이 전철화됨.
- 1988년 4월 10일: 혼시비산 선이 개통, 자야마치에서 분기·접속.

## 차량

### 각역정차(보통) 열차
- JR 서일본 103계(오카야마 ~ 우노, 고지마)
- JR 시코쿠 113계(오카야마 ~ 시코쿠 방면)
- JR 서일본 115계(오카야마 ~ 우노, 시코쿠 방면)
- JR 서일본 213계(오카야마 ~ 우노, 고지마)

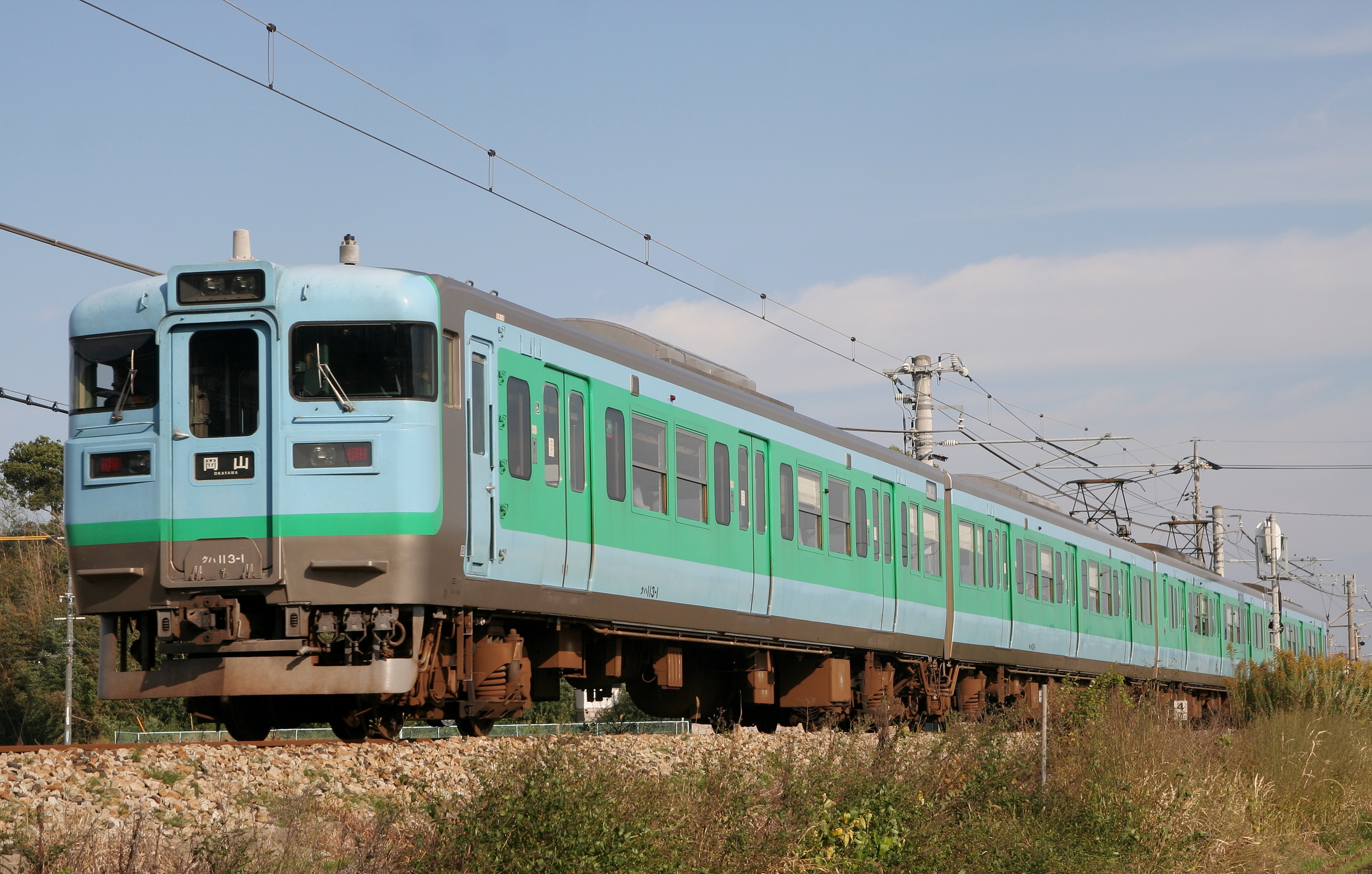
JR 시코쿠 113계

### 쾌속 '마린 라이너'
- JR 시코쿠 5000계
- JR 서일본 223계 5000번대・2000번대

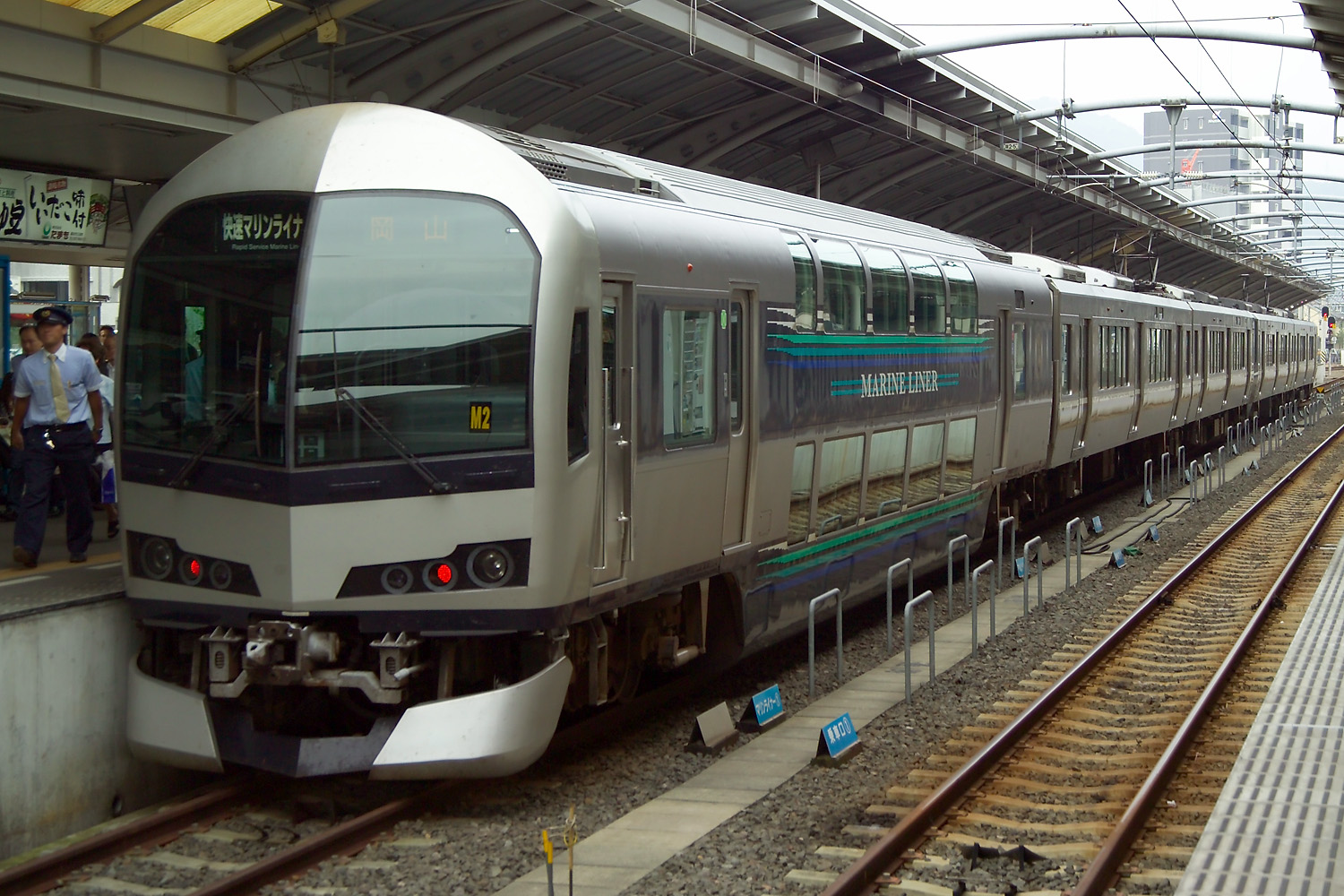
JR 시코쿠 5000계

### 특급 열차
- JR 시코쿠 2000계·N2000계
- JR 시코쿠 8000계
- JR 서일본 285계

## 역 목록
| 역 이름      | 일본어 이름 | 거리 (km) | 접속 노선                                                                    | 소재지     | 소재지      | 소재지     |
| ------------ | ----------- | --------- | ---------------------------------------------------------------------------- | ---------- | ----------- | ---------- |
| 오카야마     | 岡山        | 0.0       | 산요 신칸센, 산요 본선 쓰야마 선, 기비 선 오카야마 전기 궤도 히가시야마 본선 | 오카야마현 | 오카야마시  | 기타구     |
| 오모토       | 大元        | 2.5       |                                                                              | 오카야마현 | 오카야마시  | 기타구     |
| 비젠니시이치 | 備前西市    | 4.5       | 미나미구                                                                     | 오카야마현 | 오카야마시  |            |
| 세노오       | 妹尾        | 8.3       | 미나미구                                                                     | 오카야마현 | 오카야마시  |            |
| 빗추미시마   | 備中箕島    | 10.2      | 미나미구                                                                     | 오카야마현 | 오카야마시  |            |
| 하야시마     | 早島        | 11.9      | 쓰쿠보군                                                                     | 오카야마현 | 하야시마정  |            |
| 구구하라     | 久々原      | 13.2      | 쓰쿠보군                                                                     | 오카야마현 | 하야시마정  |            |
| 자야마치     | 茶屋町      | 14.9      | 혼시비산 선                                                                  | 오카야마현 | 구라시키시  | 구라시키시 |
| 히코사키     | 彦崎        | 18.1      |                                                                              | 오카야마현 | 오카야마 시 | 미나미 구  |
| 비젠카타오카 | 備前片岡    | 20.9      |                                                                              | 오카야마현 | 오카야마 시 | 미나미 구  |
| 하자카와     | 迫川        | 22.8      |                                                                              | 오카야마현 | 오카야마 시 | 미나미 구  |
| 쓰네야마     | 常山        | 24.1      | 다마노시                                                                     | 다마노시   |             |            |
| 하치하마     | 八浜        | 26.6      | 다마노시                                                                     | 다마노시   |             |            |
| 비젠타이     | 備前田井    | 30.3      | 다마노시                                                                     | 다마노시   |             |            |
| 우노         | 宇野        | 32.8      | 다마노시                                                                     | 다마노시   |             |            |